# Прудников, Алесь
Александр (Алесь) Трофимович Прудников (14 апреля 1910, деревня Старый Дедин, Климовичский уезд, Могилёвская губерния — 5 августа 1941, деревня Утуки, Кондопожский район, Карело-Финская ССР) — белорусский советский поэт.
Двоюродный брат писателя Павла Прудникова.

## Биография
Родился в крестьянской семье. Отец Трофим был призван на фронт во время первой мировой войны, был тяжело ранен и умер. В сложное время войн Алесь долго не мог найти стабильного места учёбы. В 1924—1930 гг. учился в семилетней школе в соседней деревне Милославицы. В 1930 г. работал на строительстве железной дороги Осиповичи — Могилёв — Рославль, затем — на новостройках Минска, с 1931 г. — на республиканской книжной базе, в Государственном издательстве Беларуси, в БелТА. Учился на творческом отделении Минского педагогического института (1932—1933 гг.).
В марте 1933 г. был арестован, но через восемь месяцев был освобождён из тюрьмы и сразу же призван в ряды Красной Армии, где прослужил до 1935 г. В 1935—1936 гг. был сотрудником Климовичской районной газеты «Коммуна».
Окончил Ленинградский педагогический институт (1938 г.). Работал учителем, инспектором Петровского (теперь Кондопожского) района Карельской АССР (в 1940—1956 гг. — Карело-Финская ССР), одновременно учился заочно на филологическом факультете Карельского университета. С первых дней войны был на фронте разведчиком. Погиб 5 августа 1941 г. около деревни Утуки Кондопожского района. Реабилитирован в 1956 г.

## Творчество
Творческую деятельность начал в 1926 году как школьный поэт вместе с Павлом Прудниковым. Развернувшиеся время школьной учёбы процессы белорусизации в БССР поспособствовали тому, что Алесь создавал свои стихотворения на белорусском языке. Параллельно был внештатным корреспондентом некоторых газет. Так, например, когда был найден клад старинных монет в деревне Старый Дедин, он с Павлом написал про это репортаж в газету «Беларуская вёска». (Подробнее про это смотрите в статье Старый Дедин) Первые стихи появились в печати в 1930 г. В 1932 году отдельным изданием вышла поэма «Земные звёзды» (бел. Зямныя зоры), в которой описал стройки первой пятилетки. Подборка стихотворений размещена в сборнике «Кровью сердца» (бел. Крывёю сэрца, 1967 г.).

## Издания произведений
- Пруднікаў, А. Зямныя зоры / Алесь Пруднікаў. — Мн., Дзяржаўнае выдавецтва Беларусі, 1932.
- Крывёю сэрца / укладальнік А. Вялюгін. — Мн., Беларусь, 1967. С. 116—122.